# Alfredo Lavergne
Alfredo Lavergne (1951, Valparaíso, Chile) es un poeta y escritor chileno conocido por su trayectoria en el campo de la poesía y su participación en diversas revistas especializadas. Radicado en Canadá desde el año 1976 ha retornado recientemente a Chile el año 2005.

## Biografía
A sus 20 años de edad e inmerso en el intenso ámbito político del país, comienza a interesarse por la justicia social y se desempeña como dirigente sindical del sector automotor. Esto lo obligaría a exiliarse en Canadá el año 1976. Sin embargo, desde ahí seguiría luchando contra las dictaduras que en ese momento dominaban Latinoamérica. En Canadá continúa estudiando y termina insertándose en el círculo literario de la ciudad de Quebec junto a muchos escritores latinos presentes ahí, donde su carrera medraría y dispararía, dando como resultado un total de 12 libros publicados, algunos en más de un idioma. Finalmente Alfredo Lavergne vuelve a Chile el año 2005 y ocupa el cargo de director de la Sociedad de Escritores de Chile, SECH, desde el año 2012 hasta 2014.

## Influencias
A lo largo de su carrera como poeta ha sido reconocido como un estudioso del Haiku, forma poética japonesa enfática en sus métricas, escribiendo así diversos poemas cargados de filosofía oriental (Budista, Hinduismo, Taoísmo, etc). También se ha reconocido como un estudioso de la obra de Vicente Huidobro y su estilo literario.

## Obras
Enfocado en la poesía, ha publicado hasta la fecha 9 libros de poesía en castellano y 3 bilingües en idioma castellano-francés.
- Cahier Fluvial: Montréal, Lèvres Urbaines 1997.
- El Puente: Montreal, Orphée 1995.
- La mano en la velocidad: Montreal, Orphée 1993.
- Alguien soñó que no moría/On ne rêve pas encore à la mort: Montréal, Orphée 1993.
- El viejo de los zapatos: Montreal, Orphée 1991.
- Retro-perspective / Retro-perspective: Montréal, Orphée 1991.
- Palos con palitos: Montreal, Orphée 1990.
- Rasgos separados / Traits distinctifs : Montréal, Orphée 1989.
- Índice agresivo: Montreal, Orphée 1987.
- Alas dispersas: Montréal, Orphée 1986.
- Cada fruto. Montréal, Orphée 1986.[2][3]